# Збірна Швейцарії з хокею із шайбою
Збірна Швейцарії з хокею із шайбою — національна команда Швейцарії, що представляє країну на міжнародних змаганнях з хокею із шайбою. Опікується командою Швейцарський хокейний союз. Найкращі досягнення команди на світових форумах були за часів зародження хокею в Європі (початок 20 століття), згодом, команда покинула вищий хокейний дивізіон  і лише після 2000 року почалося нове сходження команди до світової хокейної 15-ки. В самій Швейцарії налічується 26 989 гравців (0,35% населення).

## Турнірні здобутки команди

### На чемпіонатах світу
- 1930 —  Бронзові медалі
- 1933 — 5-е місце
- 1934 — 4-е місце
- 1935 —  Срібні медалі
- 1937 —  Бронзові медалі
- 1938 — 6-е місце
- 1939 —  Бронзові медалі
- 1947 — 4-е місце
- 1949 — 5-е місце
- 1950 —  Бронзові медалі
- 1951 —  Бронзові медалі
- 1953 —  Бронзові медалі
- 1954 — 7-е місце
- 1955 — 8-е місце
- 1959 — 12-е місце
- 1961 — 3-є місце (Група «В»)
- 1962 — 7-е місце
- 1963 — 2-е місце (Група «В»)
- 1965 — 2-е місце (Група «В»)
- 1966 — 6-е місце (Група «В»)
- 1967 — 7-е місце (Група «В»)
- 1969 — 2-е місце (Група «C»)
- 1970 — 6-е місце (Група «В»)
- 1971 — 1-е місце (Група «В»)
- 1972 — 6-е місце
- 1973 — 7-е місце (Група «В»)
- 1974 — 1-е місце (Група «C»)
- 1975 — 2-е місце (Група «В»)
- 1976 — 4-е місце (Група «В»)
- 1977 — 5-е місце (Група «В»)
- 1978 — 3-є місце (Група «В»)
- 1979 — 5-е місце (Група «В»)
- 1981 — 3-є місце (Група «В»)
- 1982 — 6-е місце (Група «В»)
- 1983 — 6-е місце (Група «В»)
- 1985 — 2-е місце (Група «В»)
- 1986 — 1-е місце (Група «В»)
- 1987 — 8-е місце
- 1989 — 4-е місце (Група «В»)
- 1990 — 1-е місце (Група «В»)
- 1991 — 7-е місце
- 1992 — 4-е місце
- 1993 — 10-е місце
- 1994 — 1-е місце (Група «В»)
- 1995 — 12-е місце
- 1996 — 2-е місце (Група «В»)
- 1997 — 3-є місце (Група «В»)
- 1998 — 4-е місце
- 1999 — 8-е місце
- 2000 — 6-е місце
- 2001 — 9-е місце
- 2002 — 9-е місце
- 2003 — 8-е місце
- 2004 — 8-е місце
- 2005 — 8-е місце
- 2006 — 9-е місце
- 2007 — 8-е місце
- 2008 — 7-е місце
- 2009 — 9-е місце
- 2010 — 5-е місце
- 2011 — 9-е місце
- 2012 — 11-е місце
- 2013 —  Срібні медалі
- 2014 — 10-е місце
- 2015 — 8-е місце
- 2016 — 11-е місце
- 2017 — 6-е місце
- 2018 —  Срібні медалі
- 2019 — 8-е місце
- 2021 — 6-е місце
- 2022 — 5-е місце
- 2023 — 5-е місце
- 2024 —  Срібні медалі
- 2025 —  Срібні медалі

### На чемпіонатах Європи і відбіркових турнірах
На чемпіонатах Європи швейцарці здобули чотири чемпіонські титули: 1926, 1935, 1939 та 1950, шість разів здобували срібні медалі та вісім разів бронзові медалі.

### На зимових Олімпіадах
- 1920 рік – Літні Олімпійські ігри 1920 - Закінчили на 7-му місці
- 1924 рік – Зимові Олімпійські ігри 1924 - Закінчили на 8-му місці
- 1928 рік – Зимові Олімпійські ігри 1928 - Закінчили на 3-му місці
- 1932 рік – Зимові Олімпійські ігри 1932 - Не брала участь
- 1936 рік – Зимові Олімпійські ігри 1936 - Закінчили на 12-му місці
- 1948 рік – Зимові Олімпійські ігри 1948 - Закінчили на 3-му місці
- 1952 рік – Зимові Олімпійські ігри 1952 - Закінчили на 5-му місці
- 1956 рік – Зимові Олімпійські ігри 1956 - Закінчили на 9-му місці
- 1960 рік – Зимові Олімпійські ігри 1960 - Не брала участь
- 1964 рік – Зимові Олімпійські ігри 1964 - Закінчили на 8-му місці
- 1968 рік – Зимові Олімпійські ігри 1968 - Не брала участь
- 1972 рік – Зимові Олімпійські ігри 1972 - Закінчили на 10-му місці
- 1976 рік – Зимові Олімпійські ігри 1976 - Закінчили на 11-му місці
- 1980 рік – Зимові Олімпійські ігри 1980 - Не брала участь
- 1984 рік – Зимові Олімпійські ігри 1984 - Не брала участь
- 1988 рік – Зимові Олімпійські ігри 1988 - Закінчили на 8-му місці
- 1992 рік – Зимові Олімпійські ігри 1992 - Закінчили на 10-му місці
- 1994 рік – Зимові Олімпійські ігри 1994 - Не брала участь
- 1998 рік – Зимові Олімпійські ігри 1998 - Не брала участь
- 2002 рік – Зимові Олімпійські ігри 2002 - Закінчили на 11-му місці
- 2006 рік – Зимові Олімпійські ігри 2006 - Закінчили на 6-му місці
- 2010 рік – Зимові Олімпійські ігри 2010 - Закінчили на 8-му місці
- 2014 рік – Зимові Олімпійські ігри 2014 - Закінчили на 9-му місці
- 2018 рік — 10-е місце
- 2022 рік — 8-е місце

## Склад команди
Склад гравців на чемпіонаті світу 2015
Станом на 17 травня 2015
Воротарі
| №  | Гравець          | Хват | Зріст  | Вага  | Дата народження | Команда          |
| -- | ---------------- | ---- | ------ | ----- | --------------- | ---------------- |
| 20 | Рето Берра       | Л    | 194 см | 89 кг | 3 січня 1987    | Колорадо Аваланш |
| 63 | Леонардо Дженоні | Л    | 180 см | 80 кг | 28 серпня 1987  | ХК Давос         |
| 79 | Даніель Мандзато | Л    | 184 см | 82 кг | 17 червня 1984  | ХК Лугано        |

Захисники
| №  | Гравець         | Хват | Зріст  | Вага   | Дата народження | Команда            |
| -- | --------------- | ---- | ------ | ------ | --------------- | ------------------ |
| 4  | Патрік Герінг   | Л    | 178 см | 84 кг  | 12 лютого 1990  | ЦСК Лайонс Цюрих   |
| 6  | Тімо Гельблінг  | П    | 190 см | 100 кг | 21 липня 1981   | Фрібур-Готтерон    |
| 7  | Марк Штрайт С   | Л    | 181 см | 93 кг  | 11 грудня 1977  | Філадельфія Флаєрс |
| 13 | Фелісьєн дю Буа | П    | 187 см | 84 кг  | 18 жовтня 1983  | ХК Давос           |
| 34 | Дін Кукан       | Л    | 187 см | 90 кг  | 8 липня 1993    | ХК Лулео           |
| 55 | Ромен Леффель   | П    | 176 см | 81 кг  | 10 березня 1991 | Женева-Серветт     |
| 58 | Ерік Блум       | Л    | 178 см | 82 кг  | 13 червня 1986  | СК Берн            |
| 77 | Робін Гроссманн | Л    | 180 см | 85 кг  | 17 серпня 1987  | ХК Цуг             |
| 90 | Роман Йосі А    | Л    | 180 см | 85 кг  | 1 червня 1990   | Нашвілл Предаторс  |

Нападники
| №  | Гравець           | Хват | Зріст  | Вага  | Дата народження | Команда           |
| -- | ----------------- | ---- | ------ | ----- | --------------- | ----------------- |
| 10 | Андрес Амбюль А   | П    | 176 см | 82 кг | 14 серпня 1983  | ХК Давос          |
| 19 | Рето Шеппі        | Л    | 193 см | 94 кг | 27 січня 1991   | ЦСК Лайонс Цюрих  |
| 21 | Кевін Фіала       | Л    | 180 см | 85 кг | 22 липня 1996   | Нашвілл Предаторс |
| 23 | Сімон Боденманн   | Л    | 178 см | 83 кг | 2 березня 1988  | Клотен Флаєрс     |
| 26 | Рето Сурі         | Л    | 183 см | 84 кг | 25 березня 1989 | ХК Цуг            |
| 43 | Морріс Трахслер   | Л    | 183 см | 90 кг | 15 липня 1984   | ЦСК Лайонс Цюрих  |
| 48 | Маттіас Бібер     | Л    | 181 см | 85 кг | 14 березня 1986 | Клотен Флаєрс     |
| 56 | Діно Візер        | Л    | 181 см | 83 кг | 13 червня 1989  | ХК Давос          |
| 70 | Деніс Голленштайн | Л    | 183 см | 88 кг | 15 жовтня 1989  | Клотен Флаєрс     |
| 88 | Кевін Ромі        | Л    | 182 см | 86 кг | 31 січня 1985   | Женева-Серветт    |
| 89 | Коді Алмонд       | Л    | 188 см | 90 кг | 24 липня 1989   | Женева-Серветт    |
| 95 | Джуліан Вокер     | П    | 187 см | 94 кг | 10 вересня 1986 | ХК Лугано         |
| 96 | Дамьєн Бруннер    | П    | 180 см | 85 кг | 9 березня 1986  | ХК Лугано         |

Тренерський штаб
| Функція              | Ім'я             | Громадянство | Дата народження |
| -------------------- | ---------------- | ------------ | --------------- |
| Головний тренер      | Глен Генлон      | Канада       | 20 лютого 1957  |
| Асистент тренера     | Тьєррі Патерліні | Швейцарія    | 27 квітня 1975  |
| Асистент тренера     | Джон Фаст        | Швейцарія    | 5 березня 1972  |
| Генеральний менеджер | Рето Раффайнер   | Швейцарія    | 1 січня 1982    |